# Taisuke Konno
Taisuke Konno (今野 太祐 Konno Taisuke?), född 18 december 1992 i Tokyo prefektur, är en japansk fotbollsspelare.
Konno började sin karriär 2015 i FC Ryukyu. Han spelade 40 ligamatcher för klubben.